# 明孝皇后
明孝皇后申氏（？—？），後周僖祖郭諶妻。
申氏事跡不詳，只知她嫁與後周僖祖及生後周義祖郭蘊。廣順元年（951年）五月，後周太祖郭威即位，追尊申氏諡號為明孝皇后。